# Chiptuning

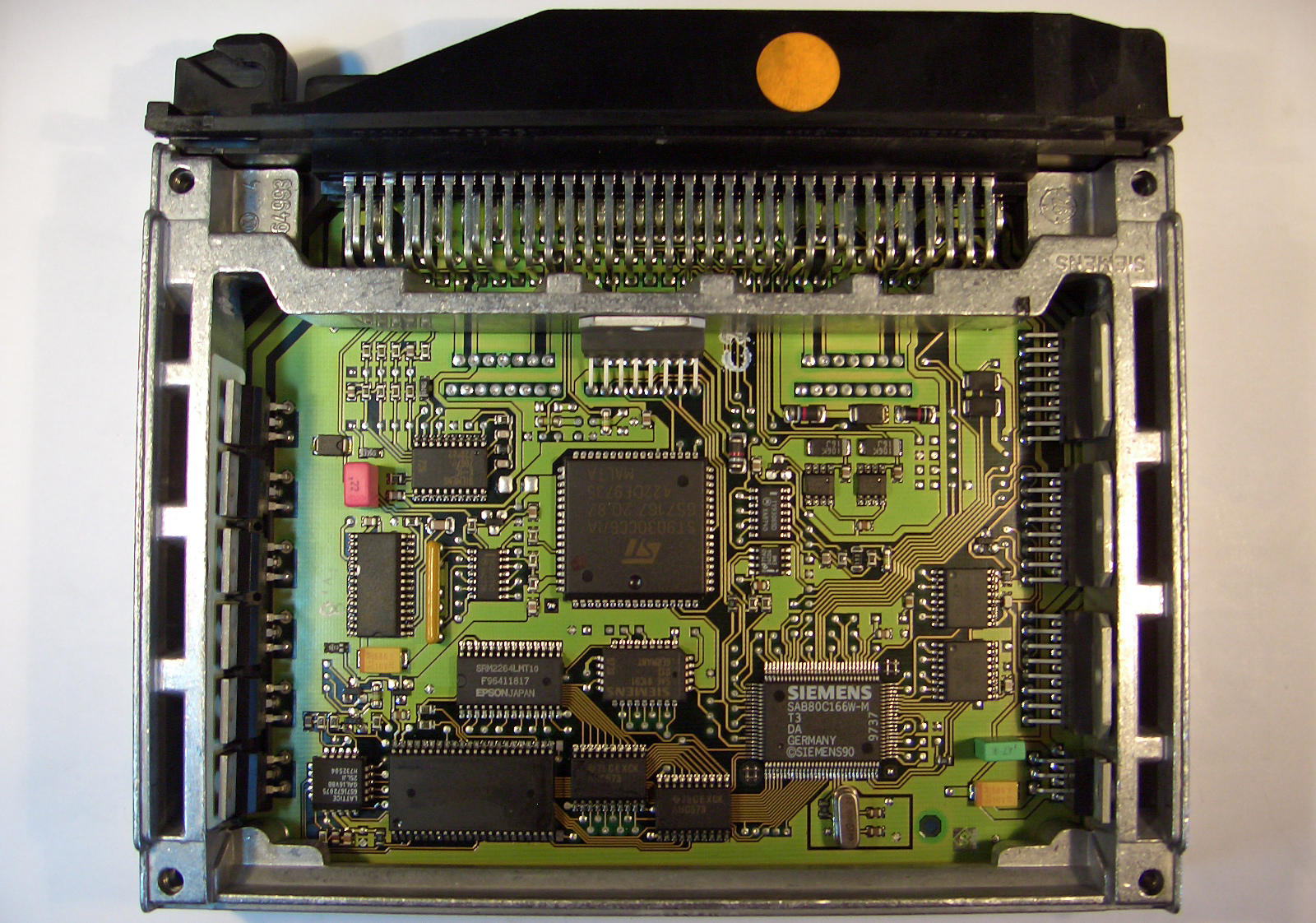
ECU (Electronic Controller Unit)

A mai modern belső égésű motorok működését az elektronikus vezérlő egység (Electronic Controller Unit, ECU) irányítja, a hozzá csatlakoztatott jeladóktól beérkező adatok alapján. A chiptuning mechanikai átalakítás nélkül emeli meg a motor teljesítményét és forgatónyomatékát, az ECU szoftverének módosításával.

## Működése
A motor megfelelő működéséhez minden motorfunkcióhoz tartozó paraméter egymással összhangban történő módosítására van szükség. A tuning során a gyártó által beállított határértékeket is módosítják, cél a hatékonyabb motorműködés, nagyobb teljesítményre és nyomatékra optimalizálják a motort. Az ECU folyamatosan figyeli környezeti tényezőket és a motor üzemi jellemzőit:
- fordulatszám
- gázpedál/fojtószelep állás
- motor és levegő hőmérséklet (finomabb esetben a légnyomás is)
- levegő áramlási sebessége a szívócsőben
- levegő nyomása a szívócsőben
- kipufogó-gáz hőmérséklete, oxigén-szénhidrogén tartalma
- égéstér belső folyamatai (kopogás)
- leadott aktuális nyomaték

Ezek alapján folyamatosan szabályozza a motor működési paramétereit:
- befecskendezett üzemanyag mennyisége
- előgyújtás szöge (dízelmotor esetén elő-befecskendezés szöge)
- turbó nyomás

A bemenőjelek feldolgozása bonyolult, a vezérlő szoftver a lehetséges üzemi állapotokhoz kapcsolódó előre rögzített szabályozási jellemzőket - a grafikus ábrázolás képe után - úgynevezett jellegfelületeket tartalmaz. A chiptuning ezeket a beállításokat módosítja.
Chiptuning előtt nagyon fontos az autó esetleges hibáinak feltárása. Valamely jeladó, vagy más egyéb hiba esetén nem a megfelelő eredményt kapjuk chiptuning után. Ezen hibák előzetes feltárása lényeges, kijavításuk még a tuning megkezdése előtt mindenképpen javasolt.

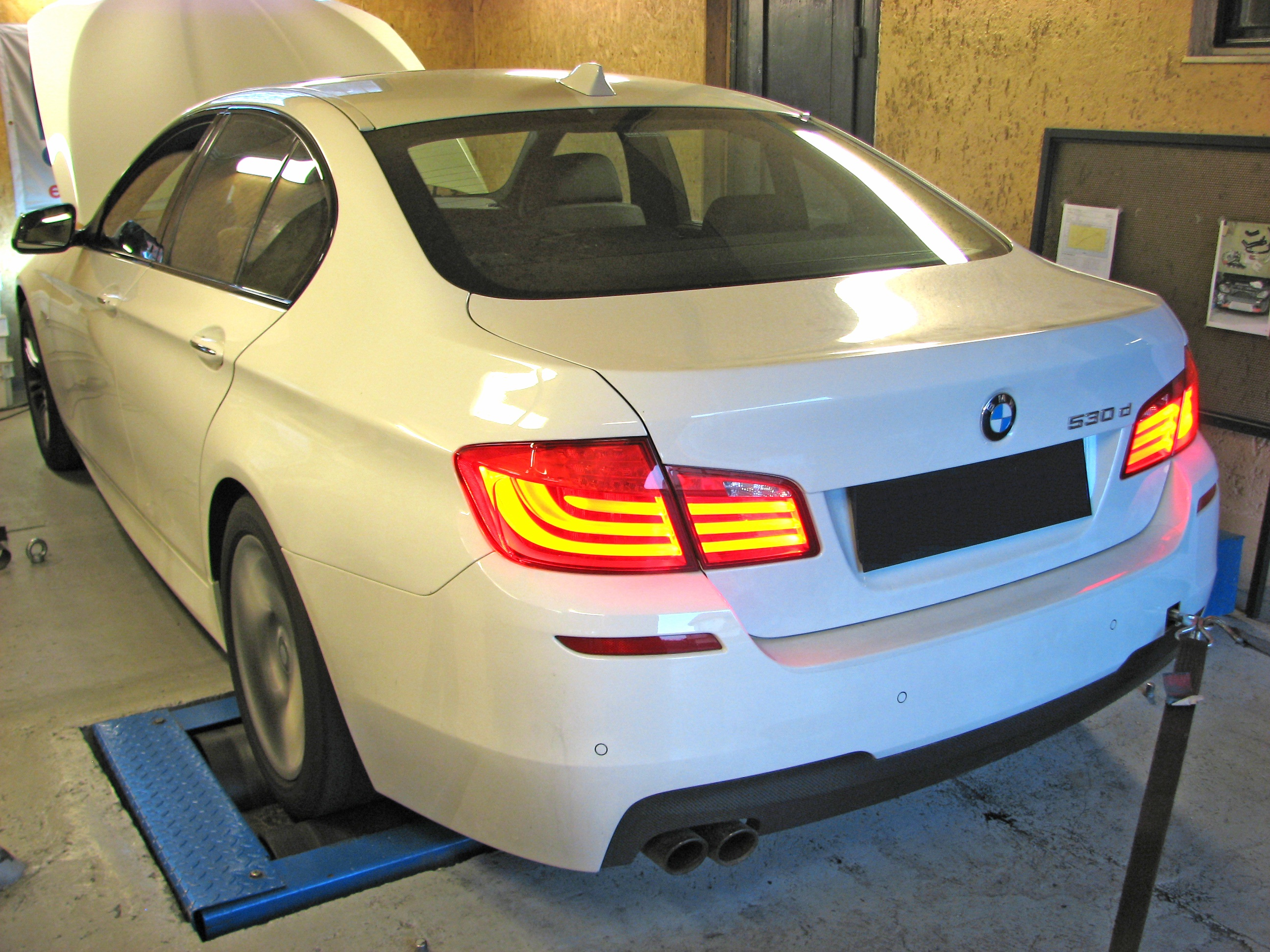
Teljesítménymérés egy F10 530d BMW-n

Fontos lépés az előzetes vizsgálat során a teljesítménymérés és hibatároló kiolvasás. Ha minden rendben van, kiolvassák, elmentik, archiválják a motorvezérlő elektronika eredeti szoftverét.
A kiolvasás a gyári OBD szervizcsatlakozón keresztül történik, mellyel minden 2000. augusztus után gyártott autó rendelkezik. Régebbi típusok és kivételes esetek alkalmával szükség lehet a computer kiszerelésére és a benne lévő EPROM chip vagy flash memória átprogramozására.. Amennyiben a computer nem rendelkezik újraírható chip-pel, abban az esetben annak cseréjére kerül sor.
Az archivált szoftver a későbbiekben minden esetben és bármikor visszaállítható, ezzel az autó visszaáll alapállapotra.
A kiolvasott szoftvert ezután módosítják. A módosításnál a még korábban, teljesítménymérő padon és különböző diagnosztikai műszerek segítségével szerzett adatokat és az aktuális autó teljesítménymérés adatait használják fel. Az így készített egyedileg programozott chiptuning azért előnyös, mert igazodik mind az adott autó más-más tulajdonságaihoz, valamint a tulajdonosok egyedi elképzeléseit is figyelembe veszi.
A módosított szoftver beprogramozása után újabb teljesítménymérésre kerül sor, hogy a változást ellenőrizni lehessen. Amennyiben a kapott adatok alapján szükséges, az egész folyamatot ismételten elvégzik, amíg a megfelelően beállítást el nem érik.

## Fejlesztés
Bár minden autóhoz egyedi beállításokra, teljesítménymérésre van szükség, a szakemberek általában előre meghatározott preferenciakészlettel vágnak neki az ECU módosításának. Új autó- és motortípusok esetében mindig alapos kutatómunkát végeznek annak érdekében, hogy felderítsék azok a tartalékait. Így a chiptuningnál már nem szükséges akár napokat várni, amíg kifejlesztik a tuningot, hanem az előzetes adatokat felhasználva mindössze pár óra alatt elvégezhető a tuning, finomhangolható az autó.
Az előzetes vizsgálatokat általában tesztautókon végzik, amelyeket számos próbának vetnek alá. Teljesítménymérő padot, valamint diagnosztikai műszereket használnak, amivel a lényeges adatokat, paramétereket elemzik, állítják, mint például a kipufogógázhőmérséklet, lambda, turbónyomás, előbefecskendézés, előgyújtás, beszívott levegő hőmérséklet stb.

## Lehetőségek
A motor típusától és kivitelétől függően:

### Szívóbenzines autóknál
A szívóbenzines autóknál elérhető teljesítménynövekedés 10–12 százalék, forgatónyomaték-növekedés 10–15 százalék. A fenti értékek csak jól beállított paraméterekkel érhetők el. A szívóbenzines motorok további teljesítmény növelésének a hengerbe bejuttatható levegő maximális mennyisége szab határt, az optimális AFR (Air Fuel Ratio = Levegő-üzemanyag arány) fenntartása érdekében a felhasználható hajtóanyag mennyiségét is korlátozni kell. A motor üzemének javításához tehát nem elég a kontrollálatlan plusz üzemanyag, rossz beállítások esetén a tökéletlen égés miatt csökken a teljesítmény, a motor „fulladozik”.

### Feltöltős autóknál
A mechanikus- vagy turbófeltöltős, autóknál a motor szabályozott emelt nyomású levegőt kap, tehát nagyobb tömegű levegőt tud befogadni mint egy azonos lökettérfogatú szívómotor, így több üzemanyaggal is fenntartható az ideális AFR érték. Ennek megvalósításához a turbónyomást is folyamatosan kell szabályozni, a töltési nyomás emelésével elérhetővé váló tüzelőanyag többlettel 20–30% teljesítmény- és 20–40% forgatónyomaték növekedés is megvalósítható.

## Hatásai
Az eljárás a motor fizikai jellemzőit nem változtatja meg, csak a gyár által végzett szoftveres beállításokat korrigálja, ezzel teszi elérhetővé az addig korlátozás alá eső teljesítménytartalékot, vagy az igényeknek jobban megfelelő üzemállapotot.
A chiptuning összhatása nagyon függ annak céljától.
- Optimalizálás:

Tapasztalt tuningműhelyek, konkrét típusváltozatokhoz készített, vagy adott motorhoz finomhangolt szoftvermódosításai a gyártás óta szerzett üzemeltetési tapasztalatok alapján. Általában észrevehetően nő a gazdaságosság, vagy egyes (általában a magasabb) teljesítménytartományban kiegyensúlyozottabbá válik az üzem. Végfordulatszám korlátozással (azonos teljesítmény mellett is) emelkedik a nyomaték, ami dinamikusabbá teszi az autót. Káros hatása gyakorlatilag nincs, újabban egyes márkaszervizek is végeznek szoftverfrissítést az időszakos karbantartás részeként.
- Országúti tuning:

Gyakran és nagy távolságra használt járművek hozzáállítása az üzemeltetési igényekhez. Az alsó teljesítménytartományban (városi forgalom, és alsóbbrendű utak, ahol egyébként sem lenne kihasználható) gazdaságos, és kímélő karakterisztikát biztosító szabályozási jellegfelületet valósítanak meg, a felső üzemi tartományban pedig elérhetővé teszik a motor fizikai lehetőségeinek felső határát is. Önmagában káros hatása nincs, átlagos vezetési stílus mellett nincs észrevehető változás, csak a gazdaságosabb üzemeltetés, váratlan forgalmi helyzetek megoldásánál azonban lehetővé teszi a szériabeállításoknál sokkal magasabb teljesítményt is, esetleges pillanatnyi fogyasztásnövekedés, vagy környezetszennyezés árán. A tartós feszített tempó persze a túlterhelés mértékével arányosan gyorsabb elhasználódást eredményez.
- „Verseny”-tuning:

Ilyen beállításokat csak akkor alkalmaz a tuningműhely, amikor szériaautót kimondottan teljesítménynövelés céljából „chipeltet” valaki. A maximális energialeadásra beállított vezérlés még azon az áron is kihozza a maximumot a motorból, hogy ez a fogyasztás romlásával, a károsanyag kibocsátás növekedésével, vagy a katalizátor korai elhasználódásával jár. Megengedheti a motor bizonyos mértékű túlmelegedését is. Feltöltési nyomás emelésekor általában szükséges magasabb kompressziótűrésű üzemanyag használata, a motor nyomatékának jelentős (20% fölötti) emelése pedig jobb motorolajat, vagy annak gyakoribb cseréjét teszi szükségessé. A megnövekedett nyomaték végighalad a teljes erőátviteli láncon is, ezért ott is számolni lehet élettartam csökkenéssel.
A művelet esetleges kockázatairól egy komoly műhely minden esetben tájékoztatja a megrendelőt, felméri az egyedi igényeket, és a konkrét lehetőségeket, ennek megfelelően tesz ajánlatot a beavatkozás mértékére, ami leginkább befolyásolja a végeredményt.
A gyártók – függetlenül a beavatkozás mértékétől és irányától – mindig visszavonják a garanciát a chiptuninggal ellátott autótól(ha kiderül), sok típust már chiptuning elleni védelemmel forgalmaznak, ennek kijátszására is van már megoldás.

### ECOtuning
Ennél a megoldásnál csak az alsóbb fordulatszámoknál érvényes nyomatékcsúcsot emelik meg. Felső fordulatszámon nem kerül sor a beállítások módosítására. Ennek eredményeképpen a nagyobb nyomaték miatt a fogyasztás lecsökken, magasabb fordulatszámon az autó nem lesz erősebb. A szakemberek általában nem ajánlják külön, mivel a hagyományos tuninggal is hasonló eredmény érhető el, mégis egyre népszerűbb módszer.

### Más megoldások
Nem minősül chiptuningnak a tunig box néven forgalmazott készülékek beépítése. Ezek nem a gyári szoftver módosítását végzik, hanem a motor valós állapotát figyelő érzékelőelemek mérőjelét, vagy a beavatkozó szervek működtetési paramétereit módosítják, így teszik lehetővé hogy a vezérlő elektronika más karakterisztika szerint működjön. Bár viszonylag olcsók, akár házilag is beépíthetők, és szükség esetén nyomtalanul eltávolíthatók a járműről, hatásfokuk vagy jóval kisebb a chiptuningénál, vagy nemkívánatos szélsőséges üzemállapotokat is lehetővé tesznek.